# Éphéméride de la guerre de Troie

L’Éphéméride de la guerre de Troie est une œuvre grecque écrite probablement au IIe siècle de l'ère chrétienne, censément rédigée par un certain Dictys de Crète (en grec ancien Δίκτυς / Díktys). Elle est plus connue sous sa traduction latine, Ephemeris belli Troiani.

## Sujet
L’Éphéméride est l'un des rares récits complets de la guerre de Troie qui nous soit parvenu. Il commence par l'enlèvement d'Hélène par le prince troyen Pâris, et se termine par la mort d'Ulysse, tué par son fils Télégonos.
- livre I : de l'enlèvement d'Hélène au départ de la flotte à Aulis ;
- livre II : du débarquement en Mysie à l'ambassade d'Ulysse, Ajax fils de Télamon et Diomède pour faire revenir Achille ;
- livre III : de la défection des alliés de Troie au rachat du corps d'Hector par Priam ;
- livre IV : des funérailles d'Hector à l'ambassade d'Anténor chez les Grecs ;
- livre V : du retour d'Anténor à Troie au départ d'Énée ;
- livre VI : du naufrage d'Ajax fils d'Oïlée à la mort d'Ulysse.

## Histoire
Le récit est censé être l'œuvre d'un témoin oculaire nommé Dictys, guerrier crétois, compagnon pendant la guerre du roi Idoménée. La forme adoptée est celle de l'éphéméride, forme littéraire créée par Alexandre le Grand, consistant en un récit simple et sans ornement, au jour le jour, des événements d'une guerre. L'équivalent latin est le commentaire, rendu célèbre par Jules César dans son récit de la guerre des Gaules.
Dictys consigne donc les événements qu'il vit et voit, à la demande de Mérion et Molos. Il écrit en phénicien sur neuf rouleaux en tille, c'est-à-dire en fibre de tilleul. Après la guerre, il rentre en Crète où il est enterré avec ses rouleaux, enfermés dans une cassette en étain. En 66, treizième année du règne de Néron, un tremblement de terre met au jour la cassette, qui est apportée par des paysans au proconsul de l'île, lequel à son tour la transmet à l'empereur. Celui-ci place aussitôt les rouleaux dans sa bibliothèque.
Dictys doit être inséré dans une tradition consistant à remettre en cause la vision de la guerre livrée par Homère, en insistant sur le long laps de temps le séparant des faits qu'il est censé relater. Ainsi, à l'époque hellénistique, le grammairien Hégésianax avait rédigé sous le pseudonyme de « Céphalon de Gergis », auteur ancien postérieur à Homère, une histoire de la guerre intitulée Les Affaires de Troie. Philostrate, au IIe siècle, fait parler Protésilas, première victime de la guerre, dans un ouvrage intitulé Les Héroïques. De fait, Dictys est pris au sérieux par les grammairiens de l'époque. L'Éphéméride est ensuite utilisé par des auteurs comme Jean d'Antioche (VIIe siècle), Isaac Porphyrogénète (XIe siècle) et Jean Tzétzès (XIIe siècle).

## Histoire du texte
Le texte nous est parvenu par un biais compliqué. L'original grec peut être daté entre 66 et 206 de notre ère. Nous le connaissons par des papyrus retrouvés à la fin du XIXe siècle et publiés pour la première fois en 1907. Il n'a longtemps été connu que par une traduction latine intitulée Ephemeris belli Troiani, probablement rédigée au IVe siècle. La traduction de l'œuvre s'explique sans doute d'une part parce que les Romains ne savaient plus lire le grec, d'autre part parce qu'ils étaient friands du sujet, alors qu'Homère ne couvre qu'une mince partie de l'histoire. Au passage, l'œuvre perd trois de ses livres : sur les neuf originels, les quatre derniers, consacrés aux retours de héros, sont désormais résumés en un seul livre.
Le texte est alors accompagné d'un prologue, originellement en grec, et d'une lettre, signée par un certain Lucius Septimius, prétendant être le traducteur. Ces deux courts documents relatent les circonstances de la « découverte » du texte de Dictys et les conditions de sa transmission. Les deux éditions que nous avons du texte principal ne réunissent pas lettre et prologue : un Codex Sangallensis (abbaye de Saint-Gall, IXe siècle–Xe siècle) comporte le prologue mais non la lettre, tandis que le Codex Æsinas (Jesi, IXe siècle) comprend la lettre mais non le prologue.
Le manuscrit original fut transmis à Néron par Eupraxidès qui prétend l'avoir trouvé dans une tombe à la suite d'un tremblement de terre. Il serait en réalité l'auteur du texte et a composé son œuvre pour glorifier l'empereur de passage en Crète. Eupraxidès reçu une récompense et devint citoyen romain.